# Xã Missouri, Quận Pike, Arkansas
Xã Missouri (tiếng Anh: Missouri Township) là một xã thuộc quận Pike, tiểu bang Arkansas, Hoa Kỳ. Năm 2010, dân số của xã này là 780 người.